# Lengyel irodalom

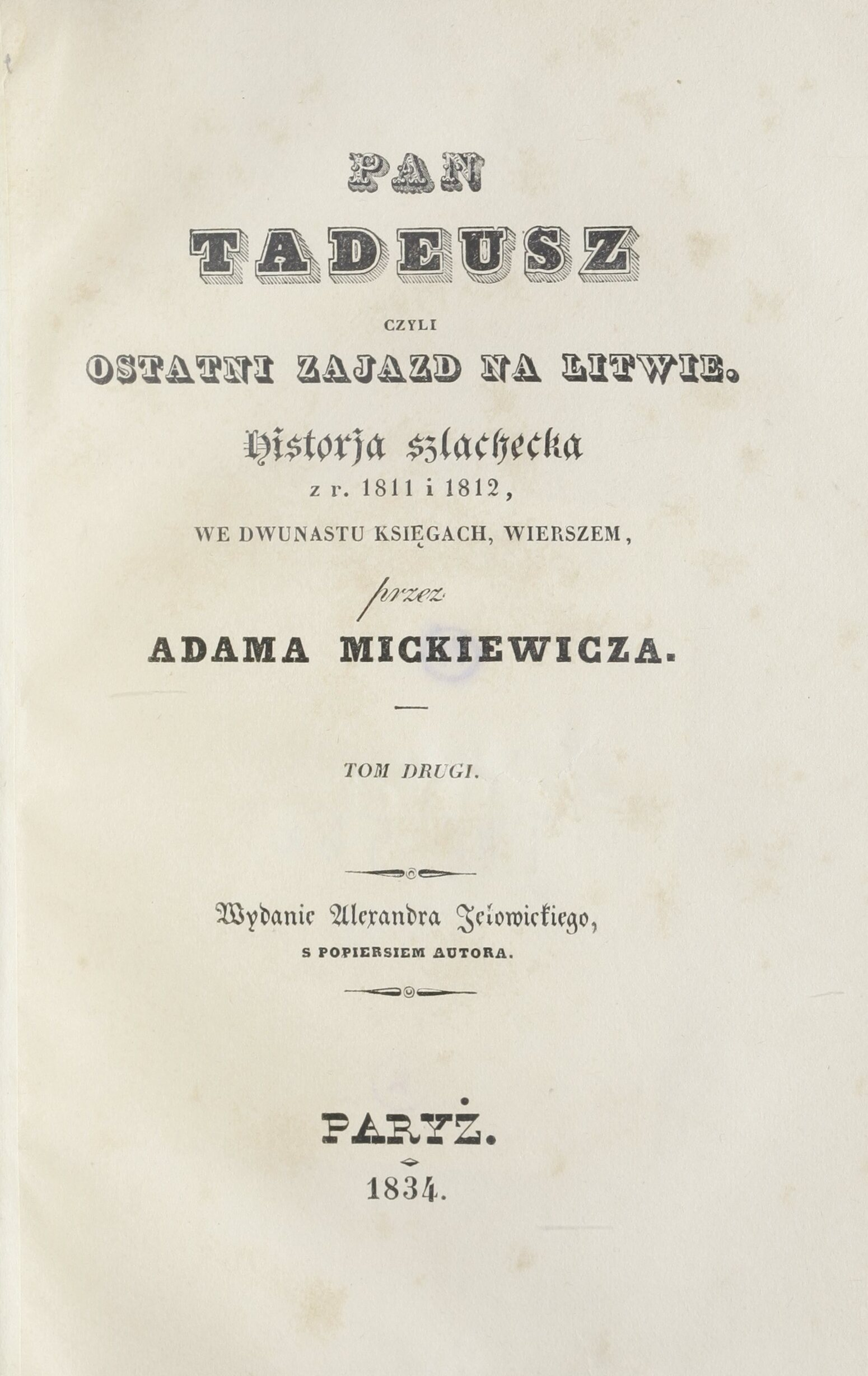
Adam Mickiewicz Pan Tadeusz című művének címlapja, 1834

A  lengyel irodalom az egyik leggazdagabb szláv nyelvű irodalom. Csatlakozik hozzá a Lengyelországban más nyelveken (latin, jiddis, litván, ukrán, belorusz, német és eszperantó) nyelven alkotott irodalom.

## Történetének felosztásai
A legnyel irodalom történetének többféle korszakolása létezik. 
A 19. század végén az alábbi öt körszakra osztották:
1. az ószláv népdalok és latin krónikák kora, a kereszténység felvételétől a krakkói egyetem alapításáig tart (1000–1364).
2. A lengyel irodalom valóságos kezdete a Jagellók uralkodása idején az első lengyel könyv megjelenéséig, a fejlett szépirodalom aranykora a krakkói jezsuita iskola alapításáig (1622).
3. A visszaesés Konarskiig (1750).
4. Az irodalom új fejlődése Adam Mickiewiczig (1820).
5. A legújabb kor irodalma Adam Mickiewicztől máig.[1]

A Világirodalmi lexikon felosztása szerint a lengyel irodalom első, ú.n. ólengyel szakasza a 12. századtól  a 18. század  közepéig, a felvilágosodásig tartott, és három nagyobb korszakot foglalt magába.

## 1000 és 1364 között
Az első korszak az ószláv népdalok és latin krónikák kora, a kereszténység felvételétől a krakkói egyetem alapításáig tart (1000–1364).
A lengyel irodalom legelső korszakából néhány népdal és legenda maradt fenn, a lengyel nép legrégibb, meseszerű történetéből. Ezek a népdalok és legendák össze vannak gyűjtve. A legendák közül nevezetes az, mely a waweli-sárkányról, Krakusz leányáról, Vandáról szól; Leszekről, akit a nép darabokra tépett, mikor rájött, hogy csel útján szerezte meg a koronát; II. Popielről a polánok legendás fejedelméről, akit gazságaiért az egerek ettek meg. A legrégibb lengyel népszokások, mondák és legendák összegyűjtve jelentek meg Oskar Kolberg munkájában (Lud. Jego zwyczaje, sposób życia, mowa, podania, przysłowia, obrzędy, gusła, zabawy, pieśni, muzyka i tańce). A lengyel irodalom legrégibb írott emlékei Szent Adalbert (955 k.–997) himnusza Bogurodzica, és Luxemburgi Margit magyar királyné zsoltára. A kereszténység felvételével csakhamar elterjedt a latin nyelv s a lengyel írók sokáig latinul írtak. Gallus Anonymus, Kadłubek Boldog Vince latinul írták krónikáikat és annaleseiket. (Gallus műveit még életében fordították le lengyelre.) Azonkívül franciául és különösen németül szerettek írni az e korbeli lengyel írók. Fekete Leszek (1279–1288), kedvezményekben részesítette a németeket és átvette viseletüket. Henrik sziléziai fejedelem kétévi lengyel királysága alatt a német verseket írt. Az alakuló városokban a német jog honosult meg, az iskolákban németül tanítottak, a templomokban németül prédikáltak, kivéve az egyetlen krakkói Szent Borbála-templomot, amelyben megőrizték a lengyel nyelvet. Csak Nagy Kázmér király volt az, aki megérezte a germanizáció veszedelmét és előkészítette a lengyel irodalom virágzását. 1364-ben megalapította a krakkói egyetemet, mely utóbb nevezetes hírre emelkedett. Kitűnően tanították benne a történelmet, matematikát, asztronómiát, filozófiát. A 15. században írta Jan Długosz Lengyelország történetét, amely haláláig (1480) terjed. Marcin Kromer (1512–1589) gyönyörű latinsággal hasonlóképpen történelmet írt, harminc kötetet. Jan Dantyszek és Klemens Janicki (1516–1543) verseket írtak latinul.

## A fejlett szépirodalom aranykora a krakkói jezsuita iskola alapításáig (1622).
A reformáció idején jött ismét divatba a hazai nyelv. Lengyelre fordították a bibliát és az imakönyveket, föltámadt a nemzeti szellem s virágzásnak indult a költészet. Nyomdászok vándoroltak be az országba s a könyvek útján gyorsan elterjedtek az új vallási eszmék és föllendült a nemzeti öntudat. Varsóban az első könyvnyomdát Báthory István állíttatta fel. Mikołaj Rej (1505–1569) volt az első, aki költői műveit lengyel nyelven írta. Kitűnő poéta, de kiválóbb még mint prózaíró. Vele kezdődik a lengyel irodalom aranykora. Követte őt s a legmagasabb színvonalra emelte a lengyel irodalmi nyelvet Jan Kochanowski (1530–1584). Lírikus költő, akinek verseiben kifejezésre jut a lengyel nép lágy, szentimentális a miszticizmusra hajló karaktere és mély vallásos érzülete. Kortársa, a kisebb tehetségű Łukasz Górnicki (1527–1603) a lengyel udvari életet írta le, erős szatírával. Łukasz Górnicki történelmi munkát is írt (Dzieje w Koronie Polskiej), amely 1538-tól 1572-ig írja le az ország történetét. A kor szatirikus költője Sebastian Fabian Klonowic (1545–1602), aki népies formában írta műveit és a nemesség romlottságát ostorozta. Nevezetes a küzdelme a jezsuiták uralma ellen, amely utóbb teljesen elnyomta a lengyel nemzeti irodalmat. Az aranykor nevezetes költői voltak még Mikołaj Sęp Szarzyński (1550–1581), aki először használta a szonett formát a lengyel irodalomban. Szymon Szymonowic (1558–1629), aki bájos idilleket írt. Brandenburgi Albert (1490–1568) Maciej Strubicztól lefordíttatta a taktikáról írt munkáját (legújabb kiadása Párizsban 1858.) és elküldte Zsigmond Ágost királynak, akinek művét ajánlotta. (A német eredeti munka a berlini királyi könyvtárban, a lengyel fordítás kézirata a pétervári cári könyvtárban van.) Jan Seklucian, akit Brandenburgi Albert Königsbergbe hívott lelkésznek, lengyelre fordította a bibliát, a protestánsok használatára. Mikołaj Radziwiłł herceg költségén megjelent Brescben 1563-ban az utóbb szociniánusnak deklarált bibliafordítás, melyen Jan Seklucjan és Jan Łaski is részt vett. A katolikusok számára Jakub Wujek jezsuita atya (1541–1597) fordította le az egész bibliát, oly kitűnően, hogy Róma ma is a legjobbnak tartja. Híres volt ebbe az időben a szónok Piotr Skarga, varsói prímás érsek (1536–1612).

## A visszaesés Konarskiig (1750)
Ekkor következett a hanyatlás kora a lengyel irodalomban, amely körülbelül a 18. század közepéig tartott. Volt az országban négy egyetem, a krakkói, wilnói, zamośći és kijevi, 72 felsőbb és körülbelül 1500 népiskola, de a tanítás az 1566-ban meghonosított jezsuiták kezében volt, akik, hogy útját állják a reformáció haladásának, elnyomták a nemzeti szellemet is az országban. III. Zsigmond király jezsuita tanácsadókkal vétette magát körül s széles jogokat adott nekik, melyek a krakkói akadémia jogait sértették. Az akadémia egy darabig erős küzdelmet folytatott a jezsuiták befolyásával, de végül a jezsuiták kerekedtek felül. A lengyel nyelvet mint barbárt elnyomták és a konyhalatinságot tették helyébe. Eretnekség címén elégettek sok munkát, köztük a régi lengyel irodalom legbecsesebb emlékeit is. Az addig eleven és éltető tudományos tevékenységet üres, pedáns tudományos tetszelgés váltotta fel; a történelem bombasztikussá lett, tele túlzott dicsérettel, a poézis üres játékká változott. Züllésnek indult a nemzet. A nemesség soha oly léha s oly fényűző nem volt, mint e panegirikus korban. A mágnások asztalánál gyakran megtörtént, hogy ebéd után, mintegy utolsó fogásnak, aranyból rakott gúlát hordtak fel, amelyet a vendégek szétszedtek. Pénzt dobni a nép közé ez időben rendes szokása volt a lengyel mágnásoknak. S közben a vallási türelmetlenség borzalmas tetteket produkált. E hanyatló kor költői: Wespazjan Kochowski lírikus (1633–1700), Krzysztof Opaliński szatirikus (1609–1655), Samuel Twardowski epikus (1595 és 1600 között –1661), Jan Chryzostom Pasek krónikás (1636 k. –1701), A kor legnagyobb költője, Wacław Potocki (megh. 1693.) megírta hőskölteményét: A chocimi háboru (Wojna chocimska, megj. Lembergben, 1850.). Elżbieta Drużbacka egyszerű, kedves dalaival tűnik ki e korban. Az első politikai lap 1661. január 3-án jelent meg Krakkóban és ugyanez év május 20-ától Varsóban is megjelent egy lap Merkuriusz Polski Ordynaryjny címmel. A korszak történelmi munkái közül nevezetesebbek: Szymon Starowolski statisztikája (Polonia sive status regni Poloniae descriptio), ifjabb Stanisław Lubieniecki műve (Historia Reformationis Polonicae) és Kasper Niesiecki heraldikája (Korona Polska Kaspra Niesieckiego: pomnik staropolskiego piśmiennictwa heraldycznego).

## Az irodalom fejlődése Konarskitól Adam Mickiewiczig (1820)
Azok közül az írók közül, akik a lengyel nemzeti szellem fellendítésén s az elromlott ízlés nemesítésén fáradoztak, legnagyobb hatása volt Stanisław Konarskinak (1700–1773). A piarista rend révén, melynek ő tartományfőnöke volt, sikerült ellensúlyoznia a jezsuiták hatását, elsősorban kiragadni kezükből az ifjúság nevelését. Konarski iskolájához tartoztak: Tomasz Kajetan Węgierski (megh. 1787.), Franciszek Dionizy Kniaźnin ódaköltő (megh. 1807.). De a kor legnagyobb írói Ignacy Krasicki (megh. 1801.) és Adam Naruszewicz (megh. 1796.), az előbbi meseíró és a lengyel szatirikus eposzköltője (Monachomania), az utóbbi történetíró és szatirikus költő. Mind e költők francia minták hatása alatt állottak és formai klasszicitásra törekedtek, ami műveiket kissé mesterkéltekké teszi. De szellemük kiváló, tehetségük nagy volt. Stanisław Trembecki (megh. 1812.) élt a legügyesebben az idegen formával s Onufry Kopczyński (megh. 1817.) egységes nyelvtanba foglalta az immár rendkívül kicsiszolt, minden finomságra hajlékony nyelvet.

## Mickiewicz, kortársai és utódai
A forradalmak nemhogy megakasztó, ellenkezőleg fejlesztő hatással voltak a lengyel irodalomra. A szabadságért vívott véres küzdelmek közben gyúlt ki legfényesebben a lengyel nép poézise. A régi dicsőség, a szabadságvesztés fölött való kesergés, a megújuló forradalmakban mutatkozó hazafias hűség, áldozatkészség és halálmegvetés; megannyi forrása lett a költészetnek. Üdvös hatással volt az irodalomra a tudomány barátainak társasága, mely 1780-ban alakult. Ebbe tartoztak Ignacy Krasicki, Jan Chrzciciel Albertrandi történész (megh. 1808.), Franciszek Ksawery Dmochowski (megh. 1808.), Tadeusz Czacki (megh. 1813.), Stanisław Kostka Potocki gróf (megh. 1821.), Stanisław Staszic (megh. 1826.), Julian Ursyn Niemcewicz és mások. De a teljes változást a lengyel irodalomban Adam Mickiewicz idézte elő. Ő és társai emelték a legvirágzóbb fejlődés magaslatára nemzetük irodalmát. Mickiewicz elvetette az üres formalizmust, a hamis klasszicizmust és visszatért a néphez és népe történelméhez. Itt is, mint mindenütt, a népköltészetből merített új erőt az irodalomhoz. Mickiewicz nemcsak Lengyelország legnagyobb nemzeti költője volt, hanem egyáltalán a legnagyobb költők közül való, akik valaha éltek.
Mickiewicz kortársai és utódai voltak: Zygmunt Krasiński (megh. 1859.), mélyen vallásos költő; nevezetes az Istentelen komédia című prózában írt műve. Kazimierz Brodziński (megh. 1835.) mint költő és kritikus egyaránt nagy tekintélyben állt. Antoni Edward Odyniec balladaköltő és műfordító. Juliusz Słowacki, hatalmas tehetség, tele erővel, akit Mickiewiczcsel is összemértek. Adam Malczewski, Stefan Garczyński, Seweryn Goszczyński, Wacław Zaleski: mint nevezetes alakjai a lengyel irodalomnak. Igazán forradalmi költők Garczyńskin kivül Maurycy Gosławski, Antoni Gorecki, Stefan Garczyński  és Wincenty Pol. Tymko (Tomasz) Padura, Julian Korsak, Aleksander Groza, Lucjan Siemieński, Bielovszki, Kornel Ujejski, Teofil Lenartowicz mind kedvelt poéták. Franciszek Morawski bájos idillt írt e címmel: Nagyapám udvara (Dworzec mego dziadka). Michał Czajkowski nevezetes elbeszélő. Előtte Fryderyk Skarbek és Feliks Bernatowicz voltak a legjobb regényírók. Utóbb Henryk Rzewuski, Michał Grabowski, Adam Gorczyński, Stanisław Miłkowski, Zygmunt Kaczkowski regényei részesültek tetszésben. Poétikus elbeszéléseket írtak Władysław Syrokomla álnévvel Ludwik Władysław, Franciszek Kondratowicz, továbbá Wincenty Pol, Maurycy Gosławski, Gustaw Zieliński. Valamennyi lengyel író közül a legtöbbet írt össze Józef Ignacy Kraszewski. Említendők még: Aleksander Chodźko, Jadwiga Łuszczewska (Deotyma), Adam Asnyk, Władysław Bełza, Walery Łoziński, Apollo Korzeniowski, Józef Dzierzkowski, Jan Zachariasiewicz, újabban Henryk Sienkiewicz.
A lengyel drámairodalom dialógusokból és misztériumokból fejlődött, és kevésbé mutat nagy arányokat, mint költői, elbeszélői és történelmi irodalma. A legrégibb drámai mű Mikołaj Rejtől való (József élete), továbbá Jan Kochanowski drámája (A görög követek elutasítása). De ezek formára és tartalomra egyaránt a kezdetlegességet mutatják. Csak a negyedik irodalmi korban keletkezett a tulajdonképpeni lengyel dráma; addig többnyire görögből és latinból vett fordításokat adtak elő lengyel színpadon. Később német és francia színműveket fordítottak le és adtak elő. Franciszek Bohomolec jezsuita páter (meghalt 1790-ben) írt először önálló lengyel vígjátékot, csak az ifjúság számára ugyan és nőket nem szerepeltetett; de az ő kezdése adott impulzust a lengyel dráma kifejlődésére. Franciszek Zabłocki (megh. 1821.) igen vonzó vígjátékokat írt. Wojciech Bogusławski (megh. 1829.) Krakowiacy i Górale című művével a lengyel nemzeti drámának egyengette útját. Határozott drámaíró tehetség volt Alojzy Feliński (megh. 1820.), akinek Barbara Radziwillówna című tragédiája klasszikus szépségekben gazdag. Ezt a II. Zsigmond Ágost korából vett történelmi tárgyat Józef Wybicki (megh. 1822.), Franciszek Wężyk (megh. 1862.), Antoni Edward Odyniec és Dominik Magnuszewski is feldolgozták drámai formában. Ludwik Kropiński (megh. 1844.), Ludgarda című történelmi tragédiája révén lett híres. Juliusz Słowacki versenyre kelt Schillerrel Stuart Mária című tragédiájával, nevezetes drámái még, melyekben túlnyomó a lírikus elem, de sok a hatásos drámai jelenet is: Mazeppa, Kordian, Balladyna. Dominik Magnuszewski (meghalt 1845-ben), korán elhalt drámaíró trilógiát írt Az asszony három században címmel, melyben a lengyel asszonyt karakterizálja, három különböző történelmi korszakban. Jan Nepomucen Kamiński (meghalt 1855-ben) lefordította Schillert, Calderont. Aleksander Fredro gróf vígjátékíró, rendkívül elmés és magas ízlésű. Nevezetes drámaíró Józef Szujski, a Dzierzanowski, Twardowski és a Halszka z Ostroga című művek szerzője. Drámát írtak még: Aleksander Narcyz Przezdziecki (megh. 1871.), Józef Ignacy Kraszewski, Karol Szajnocha, Władysław Bełza (Kasper Karliński, drámai költemény), Władysław Syrokomla, Józef Narzymski (A járvány, díjnyertes pályamű, amelyben a tőzsdézést gúnyolja ki).
A filozófiával is foglalkoztak a lengyelek, de kevés eredetiséggel. Józef Gołuchowski (megh. 1858.), részint németül, részint lengyelül írta filozófiai műveit (Die Philosophie im Verhältnis zu dem Leben ganzer Völker und einzelner Menschen, Dumania nad najwyzszemi zagadnieniami czlowieka). Említendők még: August Cieszkowski gróf (Prolegomena zur Historiosophie, németül), továbbá Józef Supiński és Karol Libelt, aki új alapra akarta vetni a filozófiát, amennyiben az igazság forrásául egyedül az intenciót fogadta el.
Az újabb kor történetírói közül az első és legnagyobb Joachim Lelewel, számtalan történelmi munka szerzője, melyek hazája sorsát, jogtörténelmét, numizmatikáját, történetfilozófiáját tárgyalják. Lucjan Siemieński monográfiákat írt, klasszikus egyszerűséggel és világossággal. Karol Szajnocha (1818–1868) hajlékonyabb nyelven, mint Lelewel írta meg nemzete egyes korszakainak történetét. Jadviga és Jagello című műve drámai közvetlenséggel hat az olvasóra. Ő alapította 1852-ben Lembergben a Dziennik literacki című irodalmi lapot. Józef Szujski, e lap egyik írója igen tehetséges történetíró, hasonlóképpen Jędrzej Moraczewski is (megh. 1855.). Teodor Morawski népszerűen írta meg a lengyel nép történetét (Posen 1871); Józef Łepkowski krakkói egyetemi professzor műtörténelmet írt (Krakkó, 1872); Józef Łukaszewicz lengyel kultúrhistóriát írt, mely különösen a reformáció korát tárgyalja behatóan.
Az első lengyel irodalomtörténetet Feliks Bentkowski írta (1781–1852). Munkája nem egyéb ugyan száraz bibliográfiánál, de úttörő volt e téren. Kétkötetnyi munkája Varsóban, 1814-ben jelent meg. Józef Ignacy Kraszewski irodalmi tanulmányokat írt, továbbá Lucjan Siemieński, Karol Mecherzyński, Lesław Łukaszewicz, Władysław Nehring, Lucyan Tomasz Rycharski, Józef Zawadzki és Adam Kuliczkowski írtak irodalomtörténeti munkákat. A legrészletesebb irodalomtörténet Michał Wiszniewskié, mely tíz kötetben jelent meg Krakkóban (1840–1857). Említésre méltók Kazimierz Wóycicki és Wacław Aleksander Maciejowski művei is. Mint irodalmi kritikusok nevezetesek Włodzimierz Spasowicz, Stanisław Tarnowski, Piotr Chmielowski. A legkiválóbb lengyel szépirodalmi művek a 19. század végén a Biblioteka pisarzy polskieh című gyűjteményben jelentek meg (1886-ig 81 kötet).

## Reneszánsz
A 16. század nagy lengyel írói, többek között
| - Mikołaj Hussowski (Hussowczyk, 1480?–1533?) - Andrzej Krzycki (1482–1537) - Johannes Dantiscus (1485–1548) - Jan Łaski (1499–1560), - Andrzej Frycz Modrzewski (1503–1572), - Mikołaj Rej (1505–1569), - Klemens Janicki (Ianicius, 1516–1542) | - Łukasz Górnicki (1524–1603) - Jan Kochanowski (1530–1584), - Piotr Skarga (1536–1612) - Bartosz Paprocki (1543?–1614), - Szymon Szymonowic (1558–1629) - Daniel Naborowski (1573–1640) - Maciej Kazimierz Sarbiewski (1595–1640) |

## Barokk
a barokk korszak nagy lengyel írói és költői a következők:
| - Sebastian Grabowiecki (1543–1607) - Mikołaj Sęp Szarzyński (1550–1581), - Kasper Miaskowski (1550?–1622) - Piotr Kochanowski (1566–1620) - Daniel Naborowski (1573–1640) - Hieronim Morsztyn (1581–1623) - Szymon Starowolski (1588–1656) - Kasper Twardowski (kb. 1592 – kb. 1641), - Maciej Kazimierz Sarbiewski (1595–1640) - Józef Bartłomiej Zimorowic (1597–1677) |  | - Samuel Twardowski (1600?–1661) - Szymon Zimorowic (1608?–1629), - Krzysztof Opaliński (1611–1655) - Łukasz Opaliński (1612–1666) - Jan Andrzej Morsztyn (1621–1693), - Wacław Potocki (1621–1696), - Zbigniew Morsztyn (Morstyn, 1628?–1689) - Stanisław Grochowski (1633–1645) - Jan Chryzostom Pasek (1636–1701) |

## Felvilágosodás
A felvilágosodás korának nagy lengyel írói és költői a következők:
| - Stanisław Leszczyński (1677–1766), - Elżbieta Drużbacka (1695?–1765) - Stanisław Konarski (1700–1773), - Barbara Sanguszko (1718–1791) - Franciszek Bohomolec (1720–1784), - Stanisław August Poniatowski (1732–1798) - Adam Naruszewicz (1733–1796) - Ignacy Krasicki (1735–1801), - Onufry Kopczyński (1736–1817) - Stanisław Trembecki (1739–1812) - Franciszek Salezy Jezierski (1740–1791) - Franciszek Karpiński (1741–1825) - Jan Piotr Norblin (1745–1830) - Izabela Czartoryska (1746–1835), | - Franciszek Kniaźnin (1750–1807) - Hugo Kołłątaj (1750–1812), - Franciszek Zabłocki (1754–1821), - Stanisław Staszic (1755–1826), - Jan Śniadecki (1756–1830) - Julian Ursyn Niemcewicz (1758–1841), - Jakub Jasiński (1759–1794) - Tadeusz Czacki (1765–1813), - Jędrzej Śniadecki (1768–1838), az első lengyel nyelvű vegyészeti tankönyv szerzője - Samuel Linde (1771–1847), - Józef Maksymilian Ossoliński, - Andrzej Stanisław Załuski és Józef Załuski. |

## Romantika
A romantika korának nagy lengyel írói és költői – többek között – a következők voltak:
| - Maria Wirtemberska (1768–1854) - Adam Jerzy Czartoryski (1770–1861) - Antoni Gorecki (1787–1861) - Aleksander Fredro (1791–1876), Zemsta - Kazimierz Brodziński (1791–1835) - Henryk Rzewuski (1791–1866) - Antoni Malczewski (1793–1826) - Jan Czeczot (1796–1846) - Tomasz Zan (1796–1855) - Klementyna Hoffmanowa (1798–1845) - Adam Mickiewicz (1798–1855), Dziady, Pan Tadeusz - Franciszek Salezy Dmochowski (1801–1871) - Seweryn Goszczyński (1801–1876) - Józef Bohdan Zaleski (1802–1886) - Maurycy Mochnacki (1803–1834) |  | - Michał Czajkowski (1804–1886) - Lucjan Siemieński (1807–1877) - Wincenty Pol (1807–1882) - Juliusz Słowacki (1809–1849), Balladyna, Kordian - Zygmunt Krasiński (1812–1859), Nie-boska Komedia - Józef Ignacy Kraszewski (1812–1887), Stara baśń - Gustaw Ehrenberg (1818–1895) - Narcyza Żmichowska (1819–1876) - Cyprian Kamil Norwid (1821–1883), Vade-mecum - Teofil Lenartowicz (1822–1893) - Władysław Syrokomla (1823–1862) - Kornel Ujejski (1823–1897) - Teodor Tomasz Jeż (1824–1915) - Mieczysław Romanowski (1834–1863) - Jadwiga Łuszczewska (1834–1908) |

## Pozitivizmus
A lengyel pozitivizmus nagy írói és költői – többek között –:
| - Narcyza Żmichowska (1819–76), a feminizmus lengyelországi előfutára - Maria Ilnicka (1825 vagy 1827–97) - Józef Szujski (1835–83) - Michał Bałucki (1837–1901) - Adam Asnyk (1838–97) - Adolf Dygasiński (1839–1902) - Eliza Orzeszkowa (1841–1910), |  | - Maria Konopnicka (1842–1910), - Henryk Sienkiewicz (1846–1916), - Bolesław Prus (1847–1912), - Kazimierz Zalewski (1849–1919) - Aleksander Świętochowski (1849–1938) - Gabriela Zapolska (1857–1921) - Maria Rodziewiczówna (1863–1944) |

## A fiatal Lengyelországban (1890–1918)
| - Wacław Sieroszewski (1858–1945) - Jan Kasprowicz (1860–1926) - Antoni Lange (1863–1929) - Stefan Żeromski (1864–1925), - Franciszek Nowicki (1864–1935) - Kazimierz Przerwa-Tetmajer (1865–1940) - Władysław Reymont (1867–1925), 1924. évi Nobel-díjas |  | - Stanisław Wyspiański (1869–1907) - Tadeusz Miciński (1873–1918) - Tadeusz Rittner (1873–1921) - Tadeusz Boy-Żeleński (1874–1941), - Władysław Orkan (1875–1930) - Wacław Berent (1878–1940) - Leopold Staff (1878–1957) |

## A két világháború közötti időszakban (1918–39)
| - Andrzej Strug (1871–1937) - Ferdynand Antoni Ossendowski (1876–1945) - Bolesław Leśmian (ca. 1877–1937) - Kornel Makuszyński (1884–1953), - Stanisław Ignacy Witkiewicz (1885–1939), - Stefan Grabiński (1887–1936) - Maria Dąbrowska (1889–1965), - Zofia Kossak-Szczucka (1890–1968), - Maria Pawlikowska-Jasnorzewska (1891–1945) - Bruno Schulz (1892–1942), - Julian Tuwim (1894–1953) - Kazimierz Wierzyński (1894–1969), |  | - Jarosław Iwaszkiewicz (1894–1980), - Stanisław Młodożeniec (1895–1959) - Antoni Słonimski (1895–1976) - Jan Lechoń (1899–1956) - Maria Kuncewiczowa (1899–1989) - Jan Brzechwa (1900–1966) - Aleksander Wat (1900–1967) - Bruno Jasieński (1901–1938) - Julian Przyboś (1901–1970) - Józef Mackiewicz (1902–85) - Witold Gombrowicz (1904–1969), - Zuzanna Ginczanka (1917–1945), |

## A második világháború alatt
A második világháborús évek legismertebb reprezentánsai a következők voltak:
| - Zofia Nałkowska (1884–1954), - Melchior Wańkowicz (1892–1974), - Krystyna Krahelska (1914–1944) - Gustaw Herling-Grudziński (1919–2000) - Krzysztof Kamil Baczyński (1921–1944) - Tadeusz Różewicz (1921–2014) |  | - Tadeusz Gajcy (1922–1944) - Tadeusz Borowski (1922–1951), - Miron Białoszewski (1922–1983) - Wisława Szymborska (1923–2012), - Zbigniew Herbert (1924–1998) - Jerzy Ficowski (1924–2006) - Stanisław Lem (1921–2006) |

## 1956 óta
| - Gustaw Morcinek (1891–1963) - Pola Gojawiczyńska (1896–1963) - Aleksander Wat (1900–1967) - Sergiusz Piasecki (1901–1964) - Konstanty Ildefons Gałczyński (1905–1953) - Jan Dobraczyński (1910–1994) - Marek Hłasko (1934–1969) - Czesław Miłosz (1911–2004), irodalmi Nobel-díjas (1980) - Kazimierz Brandys (1916–2000) - Stanisław Lem (1921–2006) - Tadeusz Konwicki (1926–2015) - Andrzej Kijowski (1928–1985) - Andrzej Bursa (1932–1957) - Bogdan Czaykowski (1932–2007) - Marek Krajewski (1966–) - Joanna Bator (1968–) - Adam Zagajewski (1945–2021) |  | - Ryszard Kapuściński (1932–2007) - Joanna Chmielewska (1932–2013) - Halina Poświatowska (1935–1967) - Janusz A. Zajdel (1938–1985) - Rafał Wojaczek (1945–1971) - Ewa Lipska (1945–) - Andrzej Sapkowski (1948–) - Ryszard Legutko (1949–) - Jerzy Pilch (1952–) - Paweł Huelle (1957–) - Andrzej Stasiuk (1960–) - Olga Tokarczuk (1962–) - Jarosław Marek Rymkiewicz (1935–) - Leopold Tyrmand (1920–1985) - Wojciech Kuczok (1972–) - Stanisław Barańczak (1946–2014) |

## Nobel-díjasok
| Henryk Sienkiewicz (1846–1916) | Władysław Reymont (1865–1925) | Isaac Bashevis Singer (1902–1991) | Czesław Miłosz (1911–2004) | Wisława Szymborska (1923–2012) | Olga Tokarczuk (1962–) |
| ------------------------------ | ----------------------------- | --------------------------------- | -------------------------- | ------------------------------ | ---------------------- |
|                                |                               |                                   |                            |                                |                        |

- Henryk Sienkiewicz (1905)
- Władysław Reymont (1924)
- Isaac Bashevis Singer (1978, jiddis)
- Czesław Miłosz (1980)
- Wisława Szymborska (1996)
- Olga Tokarczuk (2018, elnyerte 2019-ben)

## Magyar nyelvű irodalomtörténetek
- Nagysolymosi József: A lengyel irodalom, Szent István Társulat, Budapest, 1934, 120 p
- Kovács Endre: A lengyel irodalom története, Gondolat Kiadó, Budapest, 1960, 526 p
- Czesław Miłosz: A lengyel irodalom története I–II. (Vita Sarmatica sorozat), Attraktor, 2011, ISBN 9789639857735, 592 p

## Külső hivatkozások
- Polish literature in the Catholic Encyclopedia
- Michael Kandel, Plenty of z's but far from dull: Why you should get to know Polish literature, CNN, 18 November 2013